# Gorki-Rücken
Der Gorki-Rücken (russisch Хребе́т Горького Chrebet Gorkowo) ist ein 13 km langer Gebirgskamm im antarktischen Königin-Maud-Land. Im Alexander-von-Humboldt-Gebirge bildet er die Ostwand des Tals In der Schüssel.
Entdeckt und anhand von Luftaufnahmen kartiert wurde er bei der Deutschen Antarktischen Expedition 1938/39 unter der Leitung des Polarforschers Alfred Ritscher. Erneute Kartierungen erfolgten mittels Vermessungen und Luftaufnahmen der Dritten Norwegischen Antarktisexpedition (1956–1960) sowie durch Wissenschaftler einer sowjetischen Antarktisexpedition (1960–1961). Letztere benannten den Gebirgskamm nach dem russischen Schriftsteller Maxim Gorki (1868–1936).